# Emiliano Zapata, Guanajuato
Emiliano Zapata är en ort i Mexiko.   Den ligger i kommunen Abasolo och delstaten Guanajuato, i den centrala delen av landet, 280 km väster om huvudstaden Mexico City. Emiliano Zapata ligger 1 736 meter över havet och antalet invånare är 363.
Terrängen runt Emiliano Zapata är platt västerut, men österut är den kuperad. Runt Emiliano Zapata är det ganska tätbefolkat, med 124 invånare per kvadratkilometer. Närmaste större samhälle är Abasolo, 4,2 km nordost om Emiliano Zapata. Trakten runt Emiliano Zapata består till största delen av jordbruksmark.